# Charles Kephart Swartz
Charles Kephart Swartz (* 3. Januar 1861 in Baltimore, Maryland; † 29. November 1949) war ein US-amerikanischer Paläontologe, Geologe und Mineraloge. 

## Leben
Swartz war zunächst Methodisten-Geistlicher und studierte später Geologie in Deutschland und an der Johns Hopkins University, an der er auch 1904 Instructor und danach Professor für Geologie und Mineralogie wurde. 1931 wurde er emeritiert.
Er befasste sich mit Stratigraphie des Silur in Nordamerika und regionaler Geologie besonders von Maryland, zum Beispiel den Kohlebecken von Maryland.
1935 war er Präsident der Paleontological Society.
Das Mineral Swartzit ist ihm zu Ehren benannt.
Sein Sohn Joel Howard Swartz (1893–1971) war auch Geologe und Geophysiker und sein Sohn Frank M. Swartz Paläontologe.